# روجر كارل
روجر كارل (بالفرنسية: Roger Karl)‏
```
هو 
ممثل
 
فرنسي
، ولد في 29 أبريل 1882 في 
فرنسا
، وتوفي في 4 مايو 1984 
بباريس
 في 
فرنسا
.
```

## وصلات خارجية
- روجر كارل على موقع IMDb (الإنجليزية)
- روجر كارل على موقع ألو سيني (الفرنسية)
- روجر كارل على موقع أول موفي (الإنجليزية)
- روجر كارل على موقع قاعدة بيانات الأفلام السويدية (السويدية)
- روجر كارل على موقع قاعدة بيانات الفيلم (الإنجليزية)
- روجر كارل على موقع كينوبويسك (الروسية)